# Tempête sur Lisbonne
Pour plus de détails, voir Fiche technique et Distribution.
Tempête sur Lisbonne (Storm Over Lisbon) est un film américain réalisé par George Sherman, sorti en 1944.

## Fiche technique
- Titre original : Storm Over Lisbon
- Titre français : Tempête sur Lisbonne
- Réalisation : George Sherman
- Scénario : Doris Gilbert (en) et Dane Lussier (en) d'après une histoire d'Elizabeth Meehan
- Décors : Otto Siegel
- Photographie : John Alton
- Montage : Arthur Roberts
- Pays de production : États-Unis
- Format : Noir et blanc - 1,37:1
- Genre : aventure
- Durée : 78 minutes
- Date de sortie : 1944

## Distribution
- Vera Ralston : Maria Mazarek, alias Maritza
- Richard Arlen : John Craig
- Erich von Stroheim : Deresco
- Otto Kruger : Alexis Vanderlyn
- Eduardo Ciannelli : Blanco
- Robert Livingston : Bill Flanagan
- Mona Barrie : Evelyn
- Frank Orth : Murgatroyd
- Sarah Edwards : Maude Perry-Tonides
- Alice Fleming (en) : Agatha Sanford-Richards
- Leon Belasco : le chanteur de fado
- Kenne Duncan (en) : Paul